# TLC: Tables, Ladders & Chairs (2017)
TLC: Tables, Ladders & Chairs (2017) – gala wrestlingu wyprodukowana przez federację WWE dla zawodników z brandu Raw. Odbyła się 22 października 2017 w Target Center w Minneapolis w stanie Minnesota. Emisja była przeprowadzana na żywo za pośrednictwem WWE Network oraz w systemie pay-per-view. Była to dziewiąta gala w chronologii cyklu TLC: Tables, Ladders & Chairs.

## Produkcja
TLC: Tables, Ladders & Chairs oferowało walki profesjonalnego wrestlingu z udziałem różnych wrestlerów należących do brandu SmackDown spośród istniejących oskryptowanych rywalizacji i storyline’ów. Kreowane są podczas cotygodniowych gal Raw oraz ekskluzywnej dla dywizji cruiserweight 205 Live. Wrestlerzy są przedstawieni jako heele (negatywni, źli zawodnicy i najczęściej wrogowie publiki) i face’owie (pozytywni, dobrzy i najczęściej ulubieńcy publiki), którzy rywalizują pomiędzy sobą w seriach walk mających budować napięcie. Kulminacją rywalizacji jest walka wrestlerska lub ich seria.

### Rywalizacje
11 września podczas odcinka tygodniówki Raw zostało ogłoszone, że zawodniczka brandu NXT Asuka została przeniesiona do brandu Raw przez Generalnego Menadżera Raw Kurta Angle'a. Podczas pre-show gali No Mercy zostało ogłoszone, że Asuka zawalczy w debiucie w głównym rosterze podczas gali TLC. 9 października podczas tygodniówki Raw Emma pokonała Sashę Banks, Bayley, Alicię Fox i Danę Brooke w five-way elimination matchu stając się przeciwniczką Asuki.
Podczas gali No Mercy Alexa Bliss pokonała Bayley, Emmę, Nię Jax i Sashę Banks w fatal five-way matchu tym samym broniąc WWE Raw Women’s Championship. Tuż po gali podczas talk-show Raw Talk Bliss obraziła Mickie James nazywając ją „starą panną”. Następnej nocy podczas tygodniówki Raw James skonfrontowała się z Bliss i chciała, by powtórzyła te same słowa przed nią, po czym zaatakowała mistrzynię. 2 października Bliss podarowała James prezenty, w tym pieluchy dla starców oraz chodzik. James chciała wejść do szatni Bliss, lecz na jej drodze stanęła Jax, która wyzwała James do walki w ringu. James wygrała przez dyskwalifikację po tym jak została zaatakowana przez mistrzynię. Tej samej nocy Kurt Angle wyznaczył obronę tytułu przez Bliss w pojedynku z James podczas gali TLC.
Podczas gali No Mercy Enzo Amore pokonał Neville'a i zdobył Cruiserweight Championship. Dobę później podczas tygodniówki Raw Amore otrzymał od Kurta Angle'a notkę, której treść wyznaczała, że żaden członek dywizji cruiserweight nie może zaatakować Amore, w innym wypadku straciłby możliwość walki z nim o Cruiserweight Championship. Celebracja Amore'a została przerwana przez całą dywizję, wśród której Neville zaatakował Amore'a. Tuż po zakończeniu emisji w telewizji, Braun Strowman pojawił się w ringu i zaatakował Amore'a, zaś po nim do ataku przyłączyła się reszta dywizji cruiserweight. 26 września podczas tygodniówki 205 Live Amore stwierdził, że nikt nie zmierzy się z nim o tytuł. W walce wieczoru Neville wygrał z Ariyą Daivarim przez dyskwalifikację, lecz Amore zaatakował go swoimi kulami i kontynuował atak po walce. 2 października na Raw Amore stwierdził, że dywizja opiera się tylko na nim, lecz w okolice ringu ponownie pojawiła się cała dywizja cruiserweight, którą Amore wyśmiał. Kurt Angle przedstawił nowego członka dywizji, którego nie dotyczy klauzula z notki, a był nim Kalisto. 9 października podczas tygodniówki Raw Angle ogłosił, że Amore będzie bronił mistrzostwa przeciwko Kalisto podczas gali TLC. Wkurzony Amore obraził Angle'a, który zmienił zdanie i wyznaczył pojedynek jako walkę wieczoru tygodniówki, a także wycofał klauzulę z notki. Kalisto pokonał Amore w lumberjack matchu i zdobył po raz pierwszy w karierze Cruiserweight Championship.
2 października podczas epizodu tygodniówki Raw Sheamus i Cesaro zaatakowali Setha Rollinsa i Deana Ambrose'a tuż po tym jak zostali pobici przez Brauna Strowmana. Tej samej nocy Sheamus i Cesaro interweniowali w walce o WWE Intercontinental Championship pomiędzy The Mizem i Romanem Reignsem, gdzie trio antagonistów wykonało na Reignsie potrójny powerbomb. Tydzień później Reigns, Ambrose i Rollins powrócili do współpracy jako grupa The Shield, by wspólnie zaatakować Sheamusa, Cesaro, Curtisa Axela i wykonać potrójny powerbomb na The Mizie. Tuż po ataku Kurt Angle ogłosił sześcioosobowy Tables, Ladders and Chairs match na galę TLC, pomiędzy Sheamusem, Cesaro i The Mizem, a grupą The Shield. Po tym jak The Shield zaatakowało również Brauna Strowmana, Miz zaproponował Angle'owi dodanie do jego drużyny Strowmana, na co Angle się zgodził. 16 października na Raw Braun Strowman pokonał Romana Reignsa w Steel Cage matchu po interwencji Kane'a, co umożliwiło Kane'owi dołączyć do drużyny Strowmana. Ze względu na kłopoty zdrowotne Reignsa, w walce zastąpi go generalny menedżer Raw oraz WWE Hall of Famer Kurt Angle.

## Lista walk
| Nr                                                                   | Wyniki                                                                                                 | Stypulacje                                        | Czas  |
| -------------------------------------------------------------------- | --- | ------------------------------------------------- | ----- |
| 1P                                                                   | Sasha Banks pokonała Alicię Fox                                                                        | Singles match                                     | 11:00 |
| 2                                                                    | Asuka pokonała Emmę                                                                                    | Singles match                                     | 9:25  |
| 3                                                                    | Cedric Alexander i Rich Swann pokonali The Briana Kendricka i Jacka Gallaghera                         | Tag team match                                    | 8:00  |
| 4                                                                    | Alexa Bliss (c) pokonała Mickie James                                                                  | Singles match o WWE Raw Women’s Championship      | 11:25 |
| 5                                                                    | Enzo Amore pokonał Kalisto (c)                                                                         | Singles match o WWE Cruiserweight Championship    | 8:45  |
| 6                                                                    | Finn Bálor pokonał AJ Stylesa                                                                          | Singles match                                     | 18:20 |
| 7                                                                    | Jason Jordan pokonał Eliasa                                                                            | Singles match                                     | 8:50  |
| 8                                                                    | Dean Ambrose, Seth Rollins i Kurt Angle pokonali Kane'a, Brauna Strowmana, The Miza, Cesaro i Sheamusa | 5-on-3 Handicap Tables, Ladders, and Chairs match | 35:25 |
| (c) – mistrz/mistrzyni przed walkąP – walka miała miejsce w pre-show | |                                                   |       |